# Арнетт, Джон
Джон Дуэйн Арнетт (англ. Jon Dwane Arnett; 20 апреля 1935, Лос-Анджелес, Калифорния — 16 января 2021, Лейк-Осуэго, Орегон) — профессиональный американский футболист, хавбек. Выступал в НФЛ с 1957 по 1966 год. Большую часть карьеры провёл в клубе «Лос-Анджелес Рэмс». Пятикратный участник Пробоула.
На студенческом уровне играл за команду университета Южной Калифорнии. Дважды признавался самым выдающимся игроком Западного побережья США. Член Зала спортивной славы университета. Член Зала славы студенческого футбола с 2011 года. На драфте НФЛ 1957 года был выбран в первом раунде под общим вторым номером.

## Биография
Джон Арнетт родился 20 апреля 1935 года в Лос-Анджелесе. Там же окончил старшую школу Мануал Артс. С 1954 по 1956 год Арнетт играл за команду университета Южной Калифорнии, где получил прозвище «Ягуар Джон». В своём втором сезоне он набрал выносом 672 ярда с 11 тачдаунами и был включён в сборную звёзд NCAA. В 1955 и 1956 годах становился лауреатом Войт Мемориал Трофи, награды лучшему игроку Западного побережья. В 1956 году занял десятое место в голосовании, определявшем обладателя Трофея Хайсмана. Также Арнетт представлял университет на соревнованиях по лёгкой атлетике, в 1954 году занял второе место на турнире NCAA по прыжкам в длину. В 1994 году он стал одним из первых атлетов, избранных в Зал спортивной славы университета Южной Калифорнии. В 2011 году был избран в Зал славы студенческого футбола.
На драфте НФЛ 1957 года был выбран клубом «Лос-Анджелес Рэмс» под общим вторым номером. В составе клуба играл с 1957 по 1963 год. С начала карьеры пять лет подряд выбирался в число участников Пробоула. Лучший сезон провёл в 1958 году, когда набрал 683 ярда выносом и 494 ярда на приёме, а также стал лучшим в лиге по количеству ярдов на возвратах пантов. По итогам чемпионата его включили в состав сборной звёзд Олл-про. По состоянию на 2021 год ему принадлежит рекорд «Рэмс» по максимальной дистанции возврата начального удара, составляющий 105 ярдов. Карьеру завершил в составе клуба «Чикаго Беарс», за который он выступал с 1964 по 1966 год.
После окончания карьеры Арнетт занимался бизнесом, в основном связанным с продажей продуктов питания. В 2005 году основал Ассоциацию бывших профессиональных спортсменов, занимающуюся защитой прав завершивших карьеру футболистов и членов их семей. Супруга — Джейн Арнетт, трое детей: Мэтт, Кристен и Кимберли.
Скончался 16 января 2021 года в возрасте 85 лет от сердечной недостаточности.

### Статистика выступлений в НФЛ
| Сезон | Команда           | Игры | Приём | Приём | Приём | Приём | Вынос | Вынос | Вынос | Вынос |
| Сезон | Команда           | Игры | Rec   | Yds   | Y/A   | TD    | Att   | Yds   | Y/A   | TD    |
| ----- | ----------------- | ---- | ----- | ----- | ----- | ----- | ----- | ----- | ----- | ----- |
| 1957  | Лос-Анджелес Рэмс | 12   | 18    | 322   | 17,9  | 3     | 86    | 347   | 4,0   | 2     |
| 1958  | Лос-Анджелес Рэмс | 12   | 35    | 494   | 14,1  | 1     | 133   | 683   | 5,1   | 6     |
| 1959  | Лос-Анджелес Рэмс | 12   | 38    | 419   | 11,0  | 1     | 73    | 371   | 5,1   | 2     |
| 1960  | Лос-Анджелес Рэмс | 12   | 29    | 226   | 7,8   | 2     | 104   | 436   | 4,2   | 2     |
| 1961  | Лос-Анджелес Рэмс | 14   | 28    | 194   | 6,9   | 0     | 158   | 609   | 3,9   | 4     |
| 1962  | Лос-Анджелес Рэмс | 10   | 12    | 137   | 11,4  | 0     | 76    | 238   | 3,1   | 2     |
| 1963  | Лос-Анджелес Рэмс | 9    | 15    | 119   | 7,9   | 1     | 58    | 208   | 3,6   | 1     |
| 1964  | Чикаго Беарс      | 14   | 25    | 223   | 8,9   | 2     | 119   | 400   | 3,4   | 1     |
| 1965  | Чикаго Беарс      | 14   | 12    | 114   | 9,5   | 0     | 102   | 363   | 3,6   | 5     |
| 1966  | Чикаго Беарс      | 14   | 10    | 42    | 4,2   | 0     | 55    | 178   | 3,2   | 1     |
| Всего | Всего             | 123  | 222   | 2290  | 10,3  | 10    | 963   | 3833  | 4,0   | 26    |